# Mortier lisse

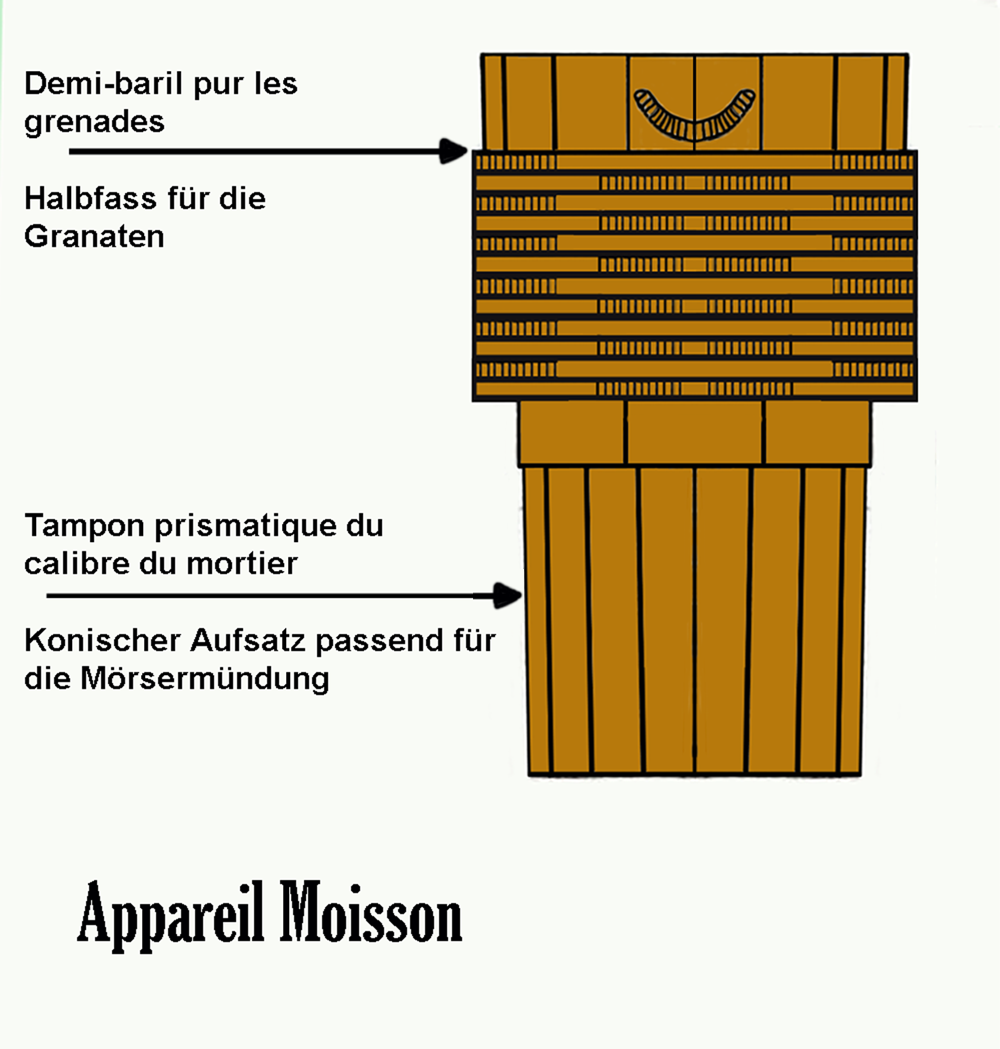
Streubombe „Appareil Moisson“

Der Mortier lisse (deutsch Glattrohrmörser) war ein Geschützmörser, der in den Jahren 1838 und 1839 in die französische Armee eingeführt wurde und der sich in der Funktion nicht von den Vorgängern des 17. und 18. Jahrhunderts unterschied. Dieses veraltete Material war zu Beginn des Ersten Weltkrieges noch in großer Menge in den Forts der Barrière de fer vorhanden, da an dieser Art Waffen großer Mangel herrschte. Vorgesehen waren sie in den Festungen ursprünglich zur Bekämpfung feindlicher Annäherungsgräben, zum Verschießen von Kartätschen, Hagelgranaten, von Brandgranaten und von mit Schwarzpulver gefüllten Eisenkugeln (Bomben genannt). Die Rohre waren aus Bronze, die Höhenrichtung erfolgte durch Keile, die unter die Rohre geklemmt wurden.
Die Lafette bestand aus zwei seitlichen Teilen aus Gusseisen, die durch Holzbalken als Abstandshalter verbunden waren.
Es existierten vier unterschiedliche Kaliber:
- 15 cm
- 22 cm
- 27 cm
- 32 cm

Die Mörser 32, 27 und 22 waren baugleich und unterschieden sich nur durch die Dimensionen. Der Mörser 15 war von unterschiedlicher Bauart.
Die Mörser vom Kaliber 27 cm und 32 cm hatten ein hohes Gewicht und waren sehr unbeweglich. Auch wenn er eine geringere Leistung aufzuweisen hatte, wurde der Mörser 22 von der Truppe für den allgemeinen Einsatz bevorzugt. Der 15-cm-Mörser war im Gegensatz zu den anderen relativ leicht und war daher bedeutend beweglicher. Er war für die Verteidigung im unübersichtlichen Gelände oder Festungsabschnitten (z. B. Gräben) vorgesehen.
Der 25-Pfünder-Mörser (Preussen) ist ein vergleichbares Geschütz der deutschen Artillerie.

## Technische Daten (Rohr)
| Mörser 32 cm             | Mörser 27 cm        | Mörser 22 cm        | Mörser 15 cm        |  |
| ------------------------ | ------------------- | ------------------- | ------------------- |  |
| Bezeichnung:             | →                   | →                   | →                   |  |
| Mortier lisse de 32      | Mortier lisse de 27 | Mortier lisse de 22 | Mortier lisse de 15 |  |
| Einführungsdatum:        | →                   | →                   | →                   |  |
| 1838                     | 1838                | 1838                | 1839                |  |
| Kaliber:                 | →                   | →                   | →                   |  |
| 32 cm                    | 27 cm               | 22 cm               | 15 cm               |  |
| Zündungsart:             | →                   | →                   | →                   |  |
| Zündschnur               | Zündschnur          | Zündschnur          | Zündschnur          |  |
| Schildzapfendurchmesser: | →                   | →                   | →                   |  |
| 134 mm                   | 126 mm              | 75 mm               | 50 mm               |  |
| Länge Brennkammer :      | →                   | →                   | →                   |  |
| 325 mm                   | 274 mm              | 223 mm              | 151,3 mm            |  |
| Rohrlänge :              | →                   | →                   | →                   |  |
| 896 mm                   | 765 mm              | 572 mm              | 421 mm              |  |
| Rohrgewicht:             | →                   | →                   | →                   |  |
| 1300 kg                  | 930 kg              | 290 kg              | 70 kg               |  |
| Feuerrate (V0) :         | →                   | →                   | →                   |  |
| 1 Schuss min             | 1 Schuss min        | 1 Schuss min        | 1 Schuss min        |  |
| Max. Reichweite:         | →                   | →                   | →                   |  |
| 2800 m                   | 2800 m              | 2000 m              | 600 m               |  |

## Technische Daten (Lafette)
| Mörser 32 cm             | Mörser 27 cm    | Mörser 22 cm    | Mörser 15 cm    |  |
| ------------------------ | --------------- | --------------- | --------------- |  |
| Gewicht:                 | →               | →               | →               |  |
| 1400 kg                  | 1350 kg         | 450 kg          | 66 kg           |  |
| Gewicht mit Rohr:        | →               | →               | →               |  |
| 2700 kg                  | 2280 kg         | 740 kg          | 136 kg          |  |
| Gesamtlänge:             | →               | →               | →               |  |
| 1,53 m                   | 1,53 m          | 1,2 m           | 1,05 m          |  |
| Höhenrichtbereich:       | →               | →               | →               |  |
| + 45° bis + 90°          | + 45° bis + 90° | + 45° bis + 90° | + 45° bis + 90° |  |
| Schildzapfendurchmesser: | →               | →               | →               |  |
| 134 mm                   | 126 mm          | 75 mm           | 50 mm           |  |
| Länge Brennkammer :      | →               | →               | →               |  |
| 325 mm                   | 274 mm          | 223 mm          | 151,3 mm        |  |
| Rohrlänge :              | →               | →               | →               |  |
| 896 mm                   | 765 mm          | 572 mm          | 421 mm          |  |
| Rohrgewicht:             | →               | →               | →               |  |
| 1300 kg                  | 930 kg          | 290 kg          | 70 kg           |  |

## Munition
| Mörser 32 cm      | Mörser 27 cm      | Mörser 22 cm      | Mörser 15 cm        |  |
| ----------------- | ----------------- | ----------------- | ------------------- |  |
| Granate:          | →                 | →                 | →                   |  |
| keine             | keine             | 23 kg             | 7,39 kg             |  |
| Sprengladung:     | →                 | →                 | →                   |  |
| 0                 | 0                 | 1 kg Pulver MC 30 | 0,3 kg Pulver MC 30 |  |
| Bombe:            | →                 | →                 | →                   |  |
| 75 kg             | 51 kg             | keine             | keine               |  |
| Sprengladung:     | →                 | →                 | →                   |  |
| 3 kg Pulver MC 30 | 2 kg Pulver MC 30 | 0                 | 0                   |  |

- Appareil Moisson (Dabei handelte es sich um halbe Holzfässer (Demi-baril), die mit Granaten gefüllt waren, sogenannte Streumunition). Der Unterteil bestand aus einem konischen, hölzernen Pfropf, der auf die Mörsermündung aufgesetzt wurde. Der Oberteil bestand aus einer Art Holzfass, das mit Granaten gefüllt war.

| Mörser 32 cm          | Mörser 27 cm          | Mörser 22 cm          | Mörser 15 cm          |
| --------------------- | --------------------- | --------------------- | --------------------- |
| Demi-baril            | →                     | →                     | →                     |
| 50 kg                 | 50 kg                 | 50 kg                 | 25 kg                 |
| Granate (groß):       | →                     | →                     | →                     |
| Gewicht Granate:      | →                     | →                     | →                     |
| 4,16 kg               | 4,16 kg               | 4,16 kg               | 4,16 kg               |
| Pulverladung Granate: | →                     | →                     | →                     |
| 0,26 kg Schwarzpulver | 0,26 kg Schwarzpulver | 0,26 kg Schwarzpulver | 0,26 kg Schwarzpulver |
| Anzahl Granaten:      | →                     | →                     | →                     |
| 14                    | 10                    | 7                     | 4                     |
| Granate (klein):      | →                     | →                     | →                     |
| Gewicht Granate:      | →                     | →                     | →                     |
| 1,16 kg               | 1,16 kg               | 1,16 kg               | 1,16 kg               |
| Pulverladung Granate: | →                     | →                     | →                     |
| 0,02 kg Schwarzpulver | 0,02 kg Schwarzpulver | 0,02 kg Schwarzpulver | 0,02 kg Schwarzpulver |
| Anzahl Granaten:      | →                     | →                     | →                     |
| 47                    | 40                    | 28                    | 13                    |

### Schrapnelle
- Schrapnellgranaten  (Verschiedene Modelle)

1. Appareil à tiege cannelée (Stiel-Mehrkugelgranate)
2. Boite à boulets (Mehrkugelgranate)
3. Boite à balles (Schrapnell)

| Mörser 32 cm               | Mörser 27 cm  | Mörser 22 cm  | Mörser 15 cm  |
| -------------------------- | ------------- | ------------- | ------------- |
| Appareil à tiege cannelée: | →             | →             | →             |
| Gewicht Granate:           | →             | →             | →             |
| 4 kg                       | 2 kg          | 1 kg          | -             |
| Kaliber d. Kugeln:         | →             | →             | →             |
| de 8                       | de 6          | de 4          | -             |
| Anzahl Granaten:           | →             | →             | →             |
| 18                         | 18            | 18            | -             |
| Boite à boulets:           | →             | →             | →             |
| Gewicht Granate:           | →             | →             | →             |
| 101 kg                     | 62 kg         | 30 kg         | -             |
| Kaliber der Kugeln:        | →             | →             | →             |
| de 8                       | de 6          | de 4          | -             |
| Gewicht der Kugeln:        | →             | →             | →             |
| 4 kg                       | 2 kg          | 1 kg          | -             |
| Anzahl der Kugeln:         | →             | →             | →             |
| 20                         | 15            | 12            | -             |
| Boite à balles:            | →             | →             | →             |
| Gewicht Granate:           | →             | →             | →             |
| 80–56 kg                   | 45–59 kg      | 24–29 kg      | 11–16 kg      |
| Anzahl der Kugeln:         | →             | →             | →             |
| 150–165                    | 100–120       | 45–60         | 28–34         |
| Gewicht einer Kugel:       | →             | →             | →             |
| 400 g                      | 400 g         | 400 g         | 400 g         |
| Kugeltyp:                  | →             | →             | →             |
| N°2 Gusseisen              | N°2 Gusseisen | N°2 Gusseisen | N°2 Gusseisen |